# Huang Ping-wei
Huang Ping-wei (în chineză: 黄秉维; n. 1 februarie 1913, districtul Huiyang⁠(d), Guangdong⁠(d), Republica Populară Chineză – d. 8 decembrie 2000, Beijing, Republica Populară Chineză) a fost un geograf chinez, membru al Academiei Chineze de Științe și membru de onoare al Academiei Române. A fost specializat în principal în cercetarea geografiei fizice.

## Biografie
S-a născut la 1 februarie 1913 în districtul Huiyang din provincia Guangdong. A absolvit cursurile Universității „Sun Yat-sen” din Guangzhou în 1934 și a predat la Universitatea din Zhejiang între 1938 și 1942. În perioada 1942–1949 a lucrat în Institutul de Cercetări Economice al Comisiei Naționale de Resurse Guvernamentale, iar din 1954 până în 1984 a fost director al Institutului de Geografie al Academiei Chineze de Științe. A îndeplinit, de asemenea, funcția de vicepreședinte al Societății de Geografie din Republica Populară Chineză.
A fost ales membru al Academiei Chineze de Științe. A fost ales, de asemenea, membru de onoare din străinătate al Academiei Române în 1965, iar diploma și insigna de membru de onoare al Academiei Române i-au fost înmânate în ianuarie 1966 de ambasadorul român Dumitru Gheorghiu.
A decedat la 8 decembrie 2000 la Beijing din cauza unui tratament ineficient, la 87 de ani.